# Francisco González de la Vega
Pour les articles homonymes, voir Francisco González, González et Véga (homonymie).
Francisco González de la Vega e Iriarte (né le 3 décembre 1901 à Durango et mort le 3 mars 1976 à Mexico) est un avocat et homme politique mexicain, membre du PRI. Il a été procureur général de la république de 1946 à 1952, gouverneur de l'État de Durango de 1956 à 1962, ambassadeur du Mexique en Argentine de 1967 à 1970, ambassadeur du Mexique en Portugal de 1970 à 1971 et sénateur de la république. Il fut le gouverneur de l'État mexicain de Durango entre le 15 septembre 1956 et le 3 juillet 1962,.